# Dean Craven
Dean Craven (sinh ngày 17 tháng 2 năm 1979) là một cầu thủ bóng đá thi đấu ở vị trí tiền vệ cho Shrewsbury Town ở Football League.